# Nepenthes danseri
Espèce
Statut de conservation UICN

 VU B1+2b : Vulnérable
Statut CITES
Nepenthes danseri est une espèce de plantes du genre Nepenthes de la famille des Nepenthaceae.